# برج جن ماو

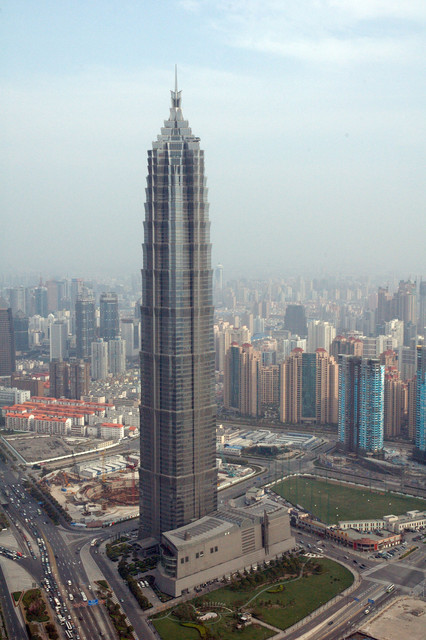
مبنى جن ماو

برج جن ماو أو مبنى جن ماو (بالصينية: 金茂大厦) أي مبنى الأزدهار الذهبي، هو ناطحة سحاب ذو 88 طابق وبارتفاع 420 متر يقع في مدينة شنغهاي بجمهورية الصين، تم الانتهاء من بناءه في عام 1998 ومصنف كخامس أطول برج مكتمل.